# Социально-гуманитарные знания
Социально́-гуманита́рные зна́ния — советский и российский научный журнал. Входит в Список научных журналов ВАК.

## История
Создан в 1973 году под названием «Научные доклады высшей школы. Научный коммунизм» как часть серии журналов Министерства высшего и среднего специального образования СССР «Научные доклады высшей школы». По состоянию на 1974 год выходило 6 номеров в год, а тираж составлял 15,6 тысяч экземпляров.
В 1986 году журнал получил название «Научный коммунизм».
В 1989 году журнал переименован в «Социально-политический журнал»
В 1998 году журнал сменил название на «Социально-гуманитарные знания».

## Редакция
Главный редактор — доктор социологических наук, профессор, заслуженный работник высшей школы Российской Федерации А. В. Миронов.
Заместитель главного редактора — кандидат философских наук, профессор В. В. Панфёрова.
Заместитель главного редактора — доктор философских наук, профессор Э. М. Андреев.

## Редакционная коллегия
- Доктор социологических наук, профессор, заслуженный работник высшей школы Российской Федерации А. В. Миронов
- Доктор философских наук, профессор Г. А. Аванесова
- Алифанова И. А. — ответственный редактор
- Доктор философских наук, профессор Э. М. Андреев
- Доктор педагогических наук, профессор, заслуженный работник высшей школы Российской Федерации Р. М. Ассадуллин
- Доктор философских наук, профессор Ю. А. Бабинов
- Доктор педагогических наук, профессор, почётный работник высшего профессионального образования Российской Федерации А. М. Балбенко
- Доктор философских наук, профессор, заслуженный деятель науки Российской Федерации Ю. Г. Волков
- Доктор исторических наук, профессор С. Ф. Гребениченко
- Доктор философских наук, профессор В. Н. Иванов
- Доктор политических наук, профессор В. М. Капицын
- Доктор химических наук, профессор С. Г. Кара-Мурза
- Доктор социологических наук, профессор, заслуженный деятель науки Российской Федерации О. И. Карпухин
- Доктор философских наук, профессор И. Ф. Кефели
- Доктор социологических наук, профессор О. Н. Козлова
- Ю. В. лазарева — ответственный секретарь
- Кандидат философских наук, профессор А. В. Макаров
- Доктор политических наук, профессор А. В. Матюхин
- Е. В. Миронова ─ заведующая редакцией, компьютерная верстка
- Доктор политических наук, профессор О. М. Михайлёнок
- Доктор философских наук, профессор Н. А. Ореховская
- Доктор философских наук, профессор П. Д. Павлёнок
- Кандидат философских наук, профессор В. В. Панфёрова — заместитель главного редактора,
- Доктор экономических наук, профессор В. Т. Пуляев
- Доктор социологических наук, профессор Н. С. Субочев
- Доктор социологических наук, профессор Н. Г. Скворцов
- Доктор философских наук, профессор, почётный работник высшего профессионального образования Российской Федерации В. С. Хазиев